# أرزيو
تقع مدينة أرزيو في الغرب الجزائري وهي تابعة في التقسيم الجزائري إلى ولاية وهران .
تقع المدينة شرق وهران بحيث أنها تتوسط المسافة بين ولاية وهران ومستغانم بحيث تبعد عن وهران بحوالي 35 كلم وعن مستغانم ب 40كلم يمر بمحاذاتها الطريق الوطني رقم 11 عدد سكانها حوالي 80 ألف نسمة مدينة.

## تقسيمها الإداري
أرزيو مدينة وهي المدينة الأساسية، وتضم نسبة سكانية معتبرة وذلك لكونها تقع بمحاذاة المنطقة الصناعية الضخمة. تنقسم إلى أحياء عدة أهمها: الحي القديم القيطنة، الزرايب، حي الحدائق، كاب كربون، وتورفيل وكذلك حي المحقن وهي الأحياء القديمة في زمن الاستعمار الفرنسي. والجزء الفرنسي وهو ما يدعى الآن (البلاد) الذي يقع على الواجهة البحرية. وأما بعد الاستقلال وبناء مصانع تكرير البترول وتمييع الغاز وقدوم اليد العاملة من كل نواحي البلاد تم بناء أحياء عدة والتي أصبحت تشكل وجه المدينة الحالي، وتم الإنجاز بالترتيب التالي: حي الشوفري ثم حي 226 مسكن حي مصطفى بن بولعيد حي الأمير عبد القادر (بلاطو) حي العقيد محمود (كونبلاكس)، حي أحمد زبانة. 
وأما الواجه البحرية التي تمتد على مسافة 20 كلم فهي تحتوي على مجمعات سكنية متفرقة وأكبرها حي التفاح وكاب كاربون، وهي عبارة عن شواطئ صخرية فهذا بالنسبة للواجهة البحرية الغربية للمدينة أما الواجهة الشرقية فقد بنيت عليها المصانع البترولية التابعة لمجمع سوناطراك والتي كانت في الأصل واجهة رملية.

## تضاريس المدينة
المدينة هي عبارة عن منبسط من الأرض تحيط به سلسلة جبال وكل هذه التضاريس تطل على البحر الأبيض المتوسط الذي يمتد على 20 كلم
المناخ هو مناخ البحر الأبيض المتوسط تمتاز المنطقة بهبوب الرياح بشكل مستمر . 

## الجانب الاقتصادي
هي منطق صناعية بامتياز فهي تضم أضخم مركب لتكرير البترول حيث تحتوى على أول مصنع لتمييع الغاز الطبيعي GL4 /Z في العالم وتم افتتاحه سنة 1964و مصانع أخرى هي GL1/ZوGL2/Z ونفتاك ونفطل وميتانول RTO و..الخ وتحتوي على ميناءين الأول لتصدير البترول والثاني لصيد السمك واستيراد الاسمنت والحديد المستعمل للبناء وجلب تجهيزات المركب الصناعي وهم في صدد بناء رصيف اخر خاص بالحاويات .

## المرافق الخدماتية
تحتوي مدينة أرزيو على مستشفى المحقن، وعيادة طبية في وسط المدينة أمام المحكمة وعلى مستوصفات في كل حي من أحيائها وعلى أربع ثانويات وهي: ثانوية الأمير خالد بحي تورفيل، ثانوية مهدي بوعبدلي بحي الحدائق، ثانوية أحمد زبانة إضافة إلى ثانوية جديدة في حي الأمير عبد القادر. ومدارس أساسية وابتدائية موزعة على أحياء المدينة.
وتحتوي على قلعة متعددة الرياضات هي ثانية على مستوى الجزائر. وملعبين ملعب كربوسي منور الواقع في حي القيطنة العتيق وملعب الرجاء الواقع في حي تورفيل، وعلى ملاعب صغيرة في كل حي، وتحتوي على ملعب الكرة اليد وآخر لكرة السلة الذي أصبح ملعب لكرة اليد أيضا، ولتنس وقاعات للكاراتي وأخرى للجيدو ورياضات أخرى.
أما في الجانب الثقافي فتحتوي على دار الثقافة وقاعة المقطع التي هي عبارة عن مسرح .

## فرق رياضية
الفريق الأول في كرة القدم هو فريق أولمبي ارزيو "OMArzew" وفريق آخر "OM3". وفريقين لكرة اليد الرجال وهما: فريق جيل الصاعد لأرزيو "JSA ARZEW"، وفريق الترجي الرياضي لأرزيو "ESA ARZEW"
- فريق لكرة اليد النساء "HBCFA ARZEW"
- فريق لكرة السلة الرجال "ASICA ARZEW"
- فريق لكرة السلة النساء "ESA ARZEW"